# Weinmannia madagascariensis
Weinmannia madagascariensis là một loài thực vật có hoa trong họ Cunoniaceae. Loài này được DC. miêu tả khoa học đầu tiên năm 1830.